# Повіт Таґата
Пові́т Таґа́та (яп. 田方郡, たがたぐん, МФА: [tagata guɴ]) — повіт в Японії, в префектурі Сідзуока.
До складу повіту входить містечко Каннамі. 